# Urban Hang Suite
Az 1996-os Urban Hang Suite Maxwell debütáló nagylemeze. Egy koncepcióalbum, amely egy felnőttszerelemre fókuszáló dalciklus köré épül. Szerepel az 1001 lemez, amit hallanod kell, mielőtt meghalsz című könyvben.
Egyéves huzavona után jelent meg, mérsékelt kereskedelmi és kritikai sikert ért el. Az album az Ascension (Don't Ever Wonder) kislemez segítségével tett szert valamennyi figyelemre, egy éven belül pedig egymillió példányban kelt el. A kritikusok dicsérték, elsősorban azt méltatták, hogy elfordult a kor mainstream-irányú R&B-től.
Az Urban Hang Suite nagy befolyással volt Maxwell karrierjére, a lemeznek hála szexszimbólummá és komoly előadóvá vált a zenei színpadon. Az albumot a kritikusok Maxwell legjobb munkájának tartják, máig a legeladottabb lemeze.

## Az album dalai
|     | Cím                                | Szerző(k)                | Producer                 | Hossz |
| --- | ---------------------------------- | ------------------------ | ------------------------ | ----- |
| 1.  | The Urban Theme                    | MUSZE                    | MUSZE                    | 2:42  |
| 2.  | Welcome                            | MUSZE, Stuart Matthewman | MUSZE, Stuart Matthewman | 5:18  |
| 3.  | Sumthin' Sumthin'                  | MUSZE, Leon Ware         | MUSZE                    | 4:18  |
| 4.  | Ascension (Don't Ever Wonder)      | MUSZE, Itaal Shur        | MUSZE                    | 5:46  |
| 5.  | Dancewitme                         | MUSZE, Hod David         | MUSZE                    | 6:15  |
| 6.  | ...Til the Cops Come Knockin'      | MUSZE, David             | MUSZE, P.M.              | 6:56  |
| 7.  | Whenever Wherever Whatever         | MUSZE, Stuart Matthewman | MUSZE, Stuart Matthewman | 3:45  |
| 8.  | Lonely's the Only Company (I & II) | MUSZE, Stuart Matthewman | MUSZE, Stuart Matthewman | 6:22  |
| 9.  | Reunion                            | MUSZE                    | MUSZE, P.M.              | 4:53  |
| 10. | Suitelady (The Proposal Jam)       | MUSZE, Hod David         | MUSZE, P.M.              | 4:48  |
| 11. | The Suite Theme                    | MUSZE                    | MUSZE, Federico Pena     | 13:47 |

## Fordítás
Ez a szócikk részben vagy egészben a Maxwell's Urban Hang Suite című angol Wikipédia-szócikk ezen változatának fordításán alapul.  Az eredeti cikk szerkesztőit annak laptörténete sorolja fel. Ez a jelzés csupán a megfogalmazás eredetét és a szerzői jogokat jelzi, nem szolgál a cikkben szereplő információk forrásmegjelöléseként.